# Anthony Lewis (muzyk)
Sir Anthony Carey Lewis (ur. 2 marca 1915 na Bermudach, zm. 5 czerwca 1983 w Haslemere) – brytyjski dyrygent, muzykolog, kompozytor i pedagog.

## Życiorys
W latach 1928–1932 uczył się gry na fortepianie i kompozycji w Royal Academy of Music w Londynie. W 1932 roku otrzymał posadę organisty w kolegium Peterhouse na University of Cambridge i rozpoczął studia pod kierunkiem Edwarda Josepha Denta, w 1935 roku uzyskując stopień Bachelor of Arts i Bachelor of Music. W 1934 roku dzięki otrzymanemu stypendium uczył się także w Paryżu u Nadii Boulanger. Od 1935 do 1947 roku był pracownikiem działu muzycznego BBC, gdzie zorganizował serię audycji „Foundations of Music”. Opracował repertuar muzyczny dla uruchomionego w 1947 roku III Programu BBC i został jego naczelnym dyrektorem muzycznym. Od 1947 do 1968 roku wykładał na University of Birmingham, w latach 1961–1964 pełnił też funkcję dziekana wydziału sztuk pięknych. Od 1963 do 1969 roku był przewodniczącym Royal Music Association. W latach 1968–1982 był dyrektorem Royal Academy of Music. Komandor Orderu Imperium Brytyjskiego (1967). W 1972 roku otrzymał tytuł szlachecki.
Był inicjatorem i redaktorem naczelnym ukazującego się od 1951 roku źródłowego wydania dawnej muzyki angielskiej „Musica Britannica”. Wydał pracę The Language of Purcell (Hull 1968). Jako dyrygent wykonywał utwory muzyki dawnej, pozostawiając liczne nagrania płytowe. Opracował i wydał dzieła m.in. Monteverdiego, Lully’ego, Purcella i Händla.
Skomponował m.in. Psalm LXXXVI na baryton i chór (1935), Choral Overture na chór mieszany (1938), City Dances na orkiestrę (1944), Elegy and Capriccio na trąbkę i orkiestrę (1947), Koncert na trąbkę (1950), A Tribute of Praise na głosy (1951), Koncert na róg (1959).